# Mercosul International 2014
Die Mercosul International 2014 (auch Mercosul Internacional 2014 genannt) im Badminton fanden vom 4. bis zum 8. Juni 2014 in Foz do Iguaçu statt. Es war die zweite Auflage dieser Turnierserie.

## Sieger und Platzierte
| Disziplin    | Gold                              | Silber                         | Bronze                                        |
| ------------ | --------------------------------- | ------------------------------ | --------------------------------------------- |
| Herreneinzel | Kevin Cordón                      | Rodolfo Ramírez                | Daniel Paiola                                 |
| Herreneinzel | Kevin Cordón                      | Rodolfo Ramírez                | Ygor Coelho                                   |
| Dameneinzel  | Iris Wang                         | Bo Rong                        | Lohaynny Vicente                              |
| Dameneinzel  | Iris Wang                         | Bo Rong                        | Fabiana Silva                                 |
| Herrendoppel | Humblers Heymard Anibal Marroquín | Jonathan Solís Rodolfo Ramírez | Job Castillo Antonio Ocegueda                 |
| Herrendoppel | Humblers Heymard Anibal Marroquín | Jonathan Solís Rodolfo Ramírez | Hugo Arthuso Daniel Paiola                    |
| Damendoppel  | Lohaynny Vicente Luana Vicente    | Paula Pereira Fabiana Silva    | Maria Regina del Valle Leysbeth Beatriz Ramos |
| Damendoppel  | Lohaynny Vicente Luana Vicente    | Paula Pereira Fabiana Silva    | Ana Lucia de Leon Nikte Sotomayor             |
| Mixed        | Søren Toft Hansen Bo Rong         | Hugo Arthuso Fabiana Silva     | Alex Tjong Lohaynny Vicente                   |
| Mixed        | Søren Toft Hansen Bo Rong         | Hugo Arthuso Fabiana Silva     | Lino Muñoz Cynthia González                   |